# Wakam
Wakam (arab. وقم) – wieś w Syrii, w muhafazie As-Suwajda. W 2004 roku liczyła 429 mieszkańców.